# Kengapur, Shiggaon
Kengapur là một làng thuộc tehsil Shiggaon, huyện Haveri, bang Karnataka, Ấn Độ.